# Atelodesmis vestita
Atelodesmis vestita là một loài bọ cánh cứng trong họ Cerambycidae.